# Louis Tomlinson

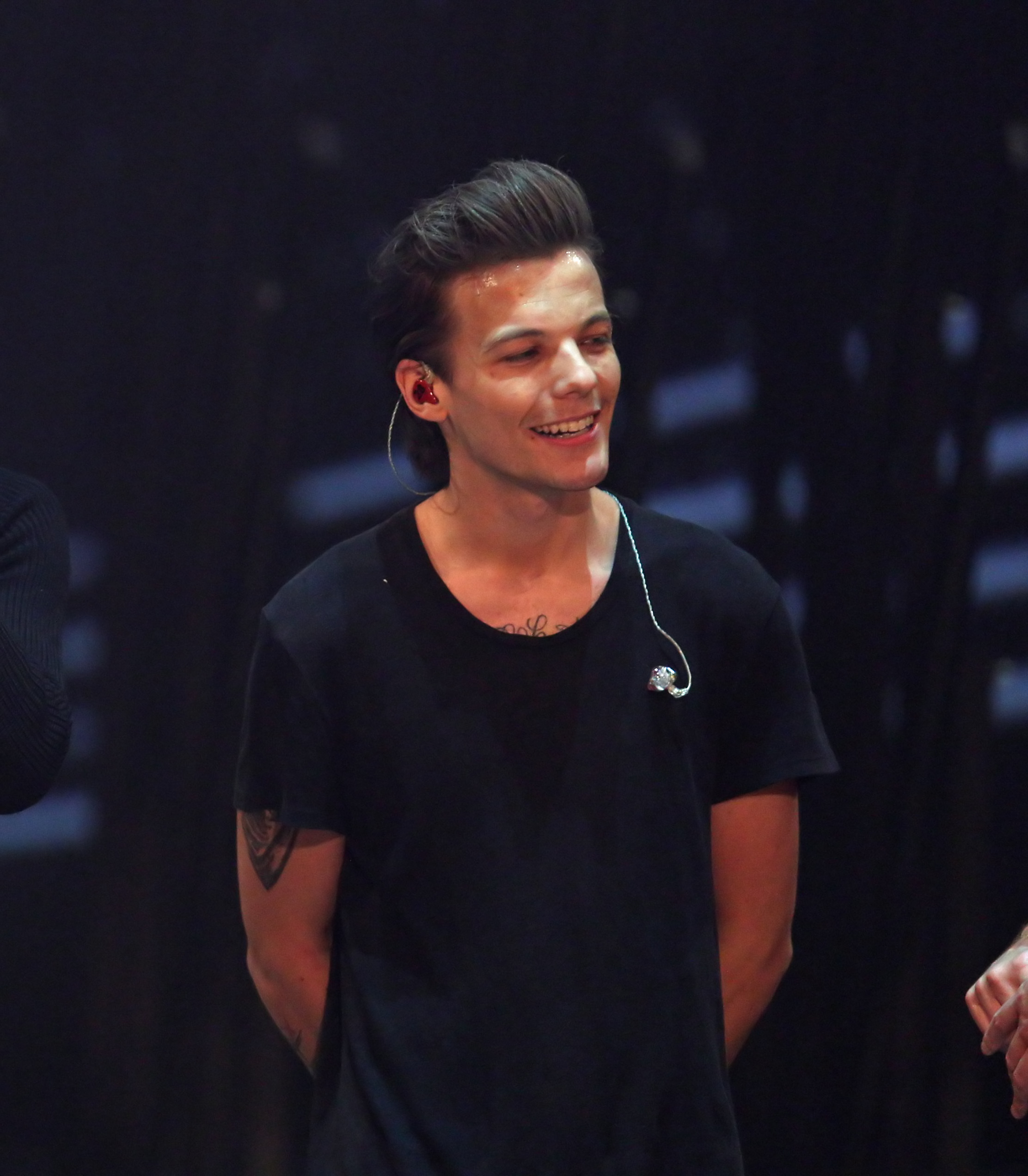
Louis Tomlinson (2014)

Louis William Tomlinson (* 24. Dezember 1991 in Doncaster) ist ein britischer Popmusiker und Songwriter. Er wurde als Sänger der Boygroup One Direction bekannt und tritt seit 2016 auch als Solokünstler auf.

## Privatleben
Louis Tomlinson wurde 1991 im englischen South Yorkshire als Sohn von Troy Austin und Johannah Deakin geboren. Das Paar trennte sich kurz nach seiner Geburt. Er wuchs bei seiner Mutter auf und nahm den Familiennamen seines späteren Stiefvaters Mark Tomlinson an. Sie haben vier gemeinsame Töchter (* 1998, * 2000, * 2004). Nach der Trennung im Jahr 2011 heiratete seine Mutter erneut und brachte 2014 Zwillinge zur Welt. Sein leiblicher Vater Troy Austin hat ebenfalls eine weitere Tochter (* 1999), doch Louis hat weder mit ihr noch mit ihm regelmäßigen Kontakt.
Im Januar 2016 wurde Louis Tomlinson nach einer kurzen Beziehung mit der Amerikanerin Briana Jungwirth Vater eines Sohnes. Seine Mutter starb 2016 an Leukämie. Im März 2019 starb eine seiner Schwestern im Alter von 18 Jahren.

## Karriere
Louis Tomlinson begann seine Karriere als Schauspieler. Er war in den Serien Fat Friends (1 Episode) und Waterloo Road sowie in dem Film Nur über ihre Leiche (2006) zu sehen. 2010 nahm er an der Castingshow The X Factor teil. Dort belegte er den dritten Platz und wurde Mitglied der britisch-irischen Boygroup One Direction.
Er widmete seiner 2016 an Leukämie verstorbenen Mutter den im März 2019 veröffentlichten Song Two of Us. Er kehrte 2018 neben Ayda Field, Robbie Williams und Simon Cowell als Jurymitglied zu The X Factor zurück.
Seine für das Jahr 2020 geplante Welttournee wurde aufgrund der COVID-19-Pandemie verschoben.

## Fußball
2013 wurde Tomlinson, der in einer Hobbymannschaft gespielt hatte, von seinem Heimatverein Doncaster Rovers auf vertragsfreier Basis aufgenommen, nachdem er zuvor bei einem Wohltätigkeitsspiel im Keepmoat Stadium aufgelaufen war. Tomlinsons Vereinbarung besagte, dass er am Spielbetrieb der Reservemannschaft teilnehmen durfte, sofern dies mit seiner Tätigkeit bei One Direction vereinbar sei. Nachdem er Anfang September 2013 erstmals zum Einsatz kommen sollte, dann aber doch nicht spielte, absolvierte er kurz darauf eine weitere Charitypartie für Celtic Glasgow zu Gunsten des an Leukämie erkrankten Stilijan Petrow.
Zu seinem offiziellen Debüt für die Reserve der Rovers kam Tomlinson im Februar 2014, als er beim 0:0 gegen die Reserve von Rotherham United vor 4000 Zuschauern eingewechselt wurde. Nachdem er an einem Wohltätigkeitsspiel seines Bandkollegen Niall Horan mitgewirkt hatte, wurde im Juni 2014 mitgeteilt, dass Tomlinson als Gesellschafter seinen Heimatklub zusammen mit dessen Vorsitzenden John Ryan übernehmen wolle; das kam nicht zustande, weil die Crowdfundingkampagne zu wenig Geld gebracht hatte.

## Filmografie
- 2006: Nur über ihre Leiche (If I Had You, Fernsehfilm)
- 2010: The X Factor
- 2012: Up All Night – The Live Tour DVD (Dokumentation)
- 2012: iCarly (1 Episode)
- 2013: This Is Us (Dokumentation)
- 2014: Where We Are
- 2023: All of those Voices (Dokumentation)

## Diskografie

### Studioalben
| Jahr | Titel Musiklabel                         | Höchstplatzierung, Gesamtwochen, AuszeichnungChartplatzierungen (Jahr, Titel, Musiklabel, Platzierungen, Wochen, Auszeichnungen, Anmerkungen) | Höchstplatzierung, Gesamtwochen, AuszeichnungChartplatzierungen (Jahr, Titel, Musiklabel, Platzierungen, Wochen, Auszeichnungen, Anmerkungen) | Höchstplatzierung, Gesamtwochen, AuszeichnungChartplatzierungen (Jahr, Titel, Musiklabel, Platzierungen, Wochen, Auszeichnungen, Anmerkungen) | Höchstplatzierung, Gesamtwochen, AuszeichnungChartplatzierungen (Jahr, Titel, Musiklabel, Platzierungen, Wochen, Auszeichnungen, Anmerkungen) | Höchstplatzierung, Gesamtwochen, AuszeichnungChartplatzierungen (Jahr, Titel, Musiklabel, Platzierungen, Wochen, Auszeichnungen, Anmerkungen) | Anmerkungen                                                 |
| Jahr | Titel Musiklabel                         | DE | AT | CH | UK | US | Anmerkungen                                                 |
| ---- | ---------------------------------------- | --- | --- | --- | --- | --- | ----------------------------------------------------------- |
| 2020 | Walls 78 Productions (SME)               | DE21 (1 Wo.)DE | AT9 (1 Wo.)AT | CH12 (3 Wo.)CH | UK4 Silber · (3 Wo.)UK | US9 (1 Wo.)US | Erstveröffentlichung: 31. Januar 2020 Verkäufe: + 150.000   |
| 2022 | Faith in the Future 78 Producitons (BMG) | DE2 (8 Wo.)DE | AT5 (5 Wo.)AT | CH9 (2 Wo.)CH | UK1 Silber · (6 Wo.)UK | US5 (2 Wo.)US | Erstveröffentlichung: 11. November 2022 Verkäufe: + 105.000 |

### Livealben
| Jahr | Titel Musiklabel          | Höchstplatzierung, Gesamtwochen, AuszeichnungChartplatzierungen (Jahr, Titel, Musiklabel, Platzierungen, Wochen, Auszeichnungen, Anmerkungen) | Höchstplatzierung, Gesamtwochen, AuszeichnungChartplatzierungen (Jahr, Titel, Musiklabel, Platzierungen, Wochen, Auszeichnungen, Anmerkungen) | Höchstplatzierung, Gesamtwochen, AuszeichnungChartplatzierungen (Jahr, Titel, Musiklabel, Platzierungen, Wochen, Auszeichnungen, Anmerkungen) | Höchstplatzierung, Gesamtwochen, AuszeichnungChartplatzierungen (Jahr, Titel, Musiklabel, Platzierungen, Wochen, Auszeichnungen, Anmerkungen) | Anmerkungen                           |
| Jahr | Titel Musiklabel          | DE | AT | CH | UK | Anmerkungen                           |
| ---- | ------------------------- | --- | --- | --- | --- | ------------------------------------- |
| 2024 | Live 78 Producitons (BMG) | DE4 (1 Wo.)DE | AT4 (1 Wo.)AT | CH87 (1 Wo.)CH | UK33 (1 Wo.)UK | Erstveröffentlichung: 23. August 2024 |

### Singles
| Jahr | Titel Album                          | Höchstplatzierung, Gesamtwochen, AuszeichnungChartplatzierungen (Jahr, Titel, Album, Platzierungen, Wochen, Auszeichnungen, Anmerkungen) | Höchstplatzierung, Gesamtwochen, AuszeichnungChartplatzierungen (Jahr, Titel, Album, Platzierungen, Wochen, Auszeichnungen, Anmerkungen) | Höchstplatzierung, Gesamtwochen, AuszeichnungChartplatzierungen (Jahr, Titel, Album, Platzierungen, Wochen, Auszeichnungen, Anmerkungen) | Höchstplatzierung, Gesamtwochen, AuszeichnungChartplatzierungen (Jahr, Titel, Album, Platzierungen, Wochen, Auszeichnungen, Anmerkungen) | Höchstplatzierung, Gesamtwochen, AuszeichnungChartplatzierungen (Jahr, Titel, Album, Platzierungen, Wochen, Auszeichnungen, Anmerkungen) | Anmerkungen                                                                                      |
| Jahr | Titel Album                          | DE | AT | CH | UK | US | Anmerkungen                                                                                      |
| ---- | ------------------------------------ | --- | --- | --- | --- | --- | ------------------------------------------------------------------------------------------------ |
| 2016 | Just Hold On Neon Future III         | DE32 Gold · (15 Wo.)DE | AT8 (15 Wo.)AT | CH26 Gold · (15 Wo.)CH | UK2 Platin · (15 Wo.)UK | US52 Gold · (6 Wo.)US | Erstveröffentlichung: 10. Dezember 2016 Verkäufe: + 1.850.000; mit Steve Aoki                    |
| 2017 | Back to You –                        | DE51 (10 Wo.)DE | AT21 (12 Wo.)AT | CH47 (11 Wo.)CH | UK8 Platin · (14 Wo.)UK | US40 Platin · (10 Wo.)US | Erstveröffentlichung: 21. Juli 2017 Verkäufe: + 2.215.000; mit Bebe Rexha & Digital Farm Animals |
| 2017 | Just Like You –                      | — | — | — | UK99 (1 Wo.)UK | — | Erstveröffentlichung: 13. Oktober 2017                                                           |
| 2017 | Miss You Walls (Japanese Edition)    | DE81 (1 Wo.)DE | AT53 (1 Wo.)AT | CH67 (1 Wo.)CH | UK39 (2 Wo.)UK | — | Erstveröffentlichung: 1. Dezember 2017                                                           |
| 2019 | Two of Us Walls                      | — | — | — | UK64 (2 Wo.)UK | — | Erstveröffentlichung: 7. März 2019                                                               |
| 2019 | Kill My Mind Walls                   | — | — | — | — | — | Erstveröffentlichung: 5. September 2019                                                          |
| 2019 | We Made It Walls                     | — | — | — | — | — | Erstveröffentlichung: 24. Oktober 2019                                                           |
| 2019 | Don’t Let It Break Your Heart Walls  | — | — | — | — | — | Erstveröffentlichung: 23. November 2019                                                          |
| 2020 | Walls                                | — | — | — | — | — | Erstveröffentlichung: 17. Januar 2020                                                            |
| 2022 | Bigger Than Me Faith in the Future   | — | — | — | — | — | Erstveröffentlichung: 2. September 2022                                                          |
| 2022 | Out of My System Faith in the Future | — | — | — | — | — | Erstveröffentlichung: 14. Oktober 2022                                                           |
| 2022 | Silver Tongues Faith in the Future   | — | — | — | — | — | Erstveröffentlichung: 9. November 2022                                                           |

## Auszeichnungen für Musikverkäufe
| Silberne Schallplatte - Vereinigtes Königreich - 2020: für die Autorenbeteiligung Midnight Memories (One Direction) Goldene Schallplatte - Australien - 2020: für die Autorenbeteiligung Midnight Memories (One Direction) - Belgien - 2017: für die Single Just Hold On - 2017: für die Single Back to You - Dänemark - 2017: für die Single Just Hold On - 2018: für die Single Back to You - 2019: für die Autorenbeteiligung History (One Direction) - Frankreich - 2018: für die Single Just Hold On - Irland - 2017: für die Single Just Hold On - Italien - 2014: für die Autorenbeteiligung Steal My Girl (One Direction) - 2016: für die Autorenbeteiligung History (One Direction) - 2017: für die Single Back to You - 2021: für das Album Walls - 2024: für das Album Faith in the Future - Japan - 2024: für das Streaming Story of My Life (One Direction) - Kanada - 2017: für die Autorenbeteiligung History (One Direction) - Mexiko - 2020: für das Album Walls - 2020: für die Autorenbeteiligung Midnight Memories (One Direction) - Neuseeland - 2014: für die Autorenbeteiligung Steal My Girl (One Direction) - 2015: für die Autorenbeteiligung Night Changes (One Direction) - Polen - 2017: für die Single Just Hold On - 2017: für die Single Back to You - 2022: für die Autorenbeteiligung History (One Direction) - 2023: für das Album Walls - Schweden - 2015: für die Autorenbeteiligung Story of My Life (One Direction) - 2017: für die Single Back to You - Singapur - 2021: für das Album Walls - Spanien - 2021: für das Album Walls - 2024: für die Autorenbeteiligung Perfect (One Direction) - 2024: für die Single Just Hold On - 2024: für das Album Faith in the Future - Schweiz - 2014: für die Autorenbeteiligung Story of My Life (One Direction) - Südafrika - 2016: für die Autorenbeteiligung Perfect (One Direction) - Vereinigte Staaten - 2014: für die Autorenbeteiligung Steal My Girl (One Direction) | Platin-Schallplatte - Australien - 2017: für die Single Just Hold On - Dänemark - 2014: für das Streaming Story of My Life (One Direction) - 2020: für die Autorenbeteiligung Perfect (One Direction) - 2022: für die Autorenbeteiligung Night Changes (One Direction) - 2023: für die Autorenbeteiligung Steal My Girl (One Direction) - Italien - 2014: für die Autorenbeteiligung Story of My Life (One Direction) - 2016: für die Autorenbeteiligung Perfect (One Direction) - 2017: für die Single Just Hold On - 2023: für die Autorenbeteiligung Night Changes (One Direction) - Japan - 2014: für die Autorenbeteiligung Story of My Life (Digital, One Direction) - Kanada - 2015: für die Autorenbeteiligung Steal My Girl (One Direction) - 2017: für die Single Just Hold On - 2017: für die Autorenbeteiligung Night Changes (One Direction) - 2017: für die Single Back to You - Mexiko - 2019: für die Autorenbeteiligung History (One Direction) - 2020: für die Autorenbeteiligung Night Changes (One Direction) - Neuseeland - 2013: für die Autorenbeteiligung Story of My Life (One Direction) - 2016: für die Autorenbeteiligung Perfect (One Direction) - 2016: für die Autorenbeteiligung History (One Direction) - 2018: für die Single Back to You - 2021: für die Single Just Hold On - Norwegen - 2020: für die Single Back to You - Schweden - 2017: für die Single Just Hold On - Spanien - 2024: für die Autorenbeteiligung Night Changes (One Direction) - 2024: für die Autorenbeteiligung Story of My Life (One Direction) - Vereinigte Staaten - 2015: für die Autorenbeteiligung Night Changes (One Direction) - Vereinigtes Königreich - 2017: für die Autorenbeteiligung Perfect (One Direction) 3× Goldene Schallplatte - Deutschland - 2022: für die Autorenbeteiligung Story of My Life (One Direction) - Mexiko - 2016: für die Autorenbeteiligung Story of My Life (One Direction) | 2× Platin-Schallplatte - Australien - 2020: für die Autorenbeteiligung History (One Direction) - 2020: für die Autorenbeteiligung Night Changes (One Direction) - Dänemark - 2023: für die Autorenbeteiligung Story of My Life (One Direction) - Kanada - 2017: für die Autorenbeteiligung Perfect (One Direction) - Mexiko - 2020: für die Single Back to You - 2022: für die Autorenbeteiligung Steal My Girl (One Direction) - Vereinigtes Königreich - 2021: für die Autorenbeteiligung Story of My Life (One Direction) - 2022: für die Autorenbeteiligung History (One Direction) - 2023: für die Autorenbeteiligung Steal My Girl (One Direction) - 2024: für die Autorenbeteiligung Night Changes (One Direction) 5× Goldene Schallplatte - Mexiko - 2021: für die Single Just Hold On - 2022: für die Autorenbeteiligung Perfect (One Direction) 3× Platin-Schallplatte - Australien - 2019: für die Single Back to You - 2020: für die Autorenbeteiligung Perfect (One Direction) - 2020: für die Autorenbeteiligung Steal My Girl (One Direction) - Vereinigte Staaten - 2015: für die Autorenbeteiligung Story of My Life (One Direction) 4× Platin-Schallplatte - Australien - 2020: für die Autorenbeteiligung Story of My Life (One Direction) - Kanada - 2017: für die Autorenbeteiligung Story of My Life (One Direction) 5× Platin-Schallplatte - Norwegen - 2014: für die Autorenbeteiligung Story of My Life (One Direction) |

Anmerkung: Auszeichnungen in Ländern aus den Charttabellen bzw. Chartboxen sind in ebendiesen zu finden.
| Land/RegionAuszeichnungen für Musikverkäufe (Land/Region, Auszeichnungen, Verkäufe, Quellen) | Silber     | Gold       | Platin       | Verkäufe  | Quellen              |
| -------------------------------------------------------------------------------------------- | ---------- | ---------- | ------------ | --------- | -------------------- |
| Australien (ARIA)                                                                            | —          | Gold1      | 18× Platin18 | 1.295.000 | aria.com.au          |
| Belgien (BRMA)                                                                               | —          | 2× Gold2   | —            | 30.000    | ultratop.be          |
| Dänemark (IFPI)                                                                              | —          | 3× Gold3   | 6× Platin6   | 570.000   | ifpi.dk              |
| Deutschland (BVMI)                                                                           | —          | 2× Gold2   | Platin1      | 650.000   | musikindustrie.de    |
| Frankreich (SNEP)                                                                            | —          | Gold1      | —            | 75.000    | snepmusique.com      |
| Irland (IRMA)                                                                                | —          | Gold1      | —            | 7.500     | Einzelnachweise      |
| Italien (FIMI)                                                                               | —          | 5× Gold5   | 4× Platin4   | 345.000   | fimi.it              |
| Japan (RIAJ)                                                                                 | —          | Gold1      | Platin1      | 250.000   | riaj.or.jp           |
| Kanada (MC)                                                                                  | —          | Gold1      | 10× Platin10 | 840.000   | musiccanada.com      |
| Mexiko (AMPROFON)                                                                            | —          | 5× Gold5   | 11× Platin11 | 750.000   | amprofon.com.mx      |
| Neuseeland (RMNZ)                                                                            | —          | 2× Gold2   | 5× Platin5   | 120.000   | radioscope.co.nz     |
| Norwegen (IFPI)                                                                              | —          | —          | 6× Platin6   | 110.000   | ifpi.no              |
| Polen (ZPAV)                                                                                 | —          | 4× Gold4   | —            | 55.000    | olis.pl              |
| Schweden (IFPI)                                                                              | —          | 2× Gold2   | Platin1      | 80.000    | sverigetopplistan.se |
| Schweiz (IFPI)                                                                               | —          | 2× Gold2   | —            | 25.000    | hitparade.ch         |
| Singapur (RIAS)                                                                              | —          | Gold1      | —            | 5.000     | rias.org.sg          |
| Spanien (Promusicae)                                                                         | —          | 4× Gold4   | 2× Platin2   | 220.000   | elportaldemusica.es  |
| Südafrika (RISA)                                                                             | —          | Gold1      | —            | 10.000    | Einzelnachweise      |
| Vereinigte Staaten (RIAA)                                                                    | —          | 2× Gold2   | 5× Platin5   | 6.000.000 | riaa.com             |
| Vereinigtes Königreich (BPI)                                                                 | 3× Silber3 | —          | 11× Platin11 | 6.920.000 | bpi.co.uk            |
| Insgesamt                                                                                    | 3× Silber3 | 40× Gold40 | 81× Platin81 |           |                      |

## Tourneen
- Louis Tomlinson World Tour
- Faith in the Future World Tour